# فاگلسویل (پنسیلوانیا)
فاگلسویل (به انگلیسی: Fogelsville) یک منطقهٔ مسکونی در ایالات متحده آمریکا است که در پنسیلوانیا واقع شده‌است. فاگلسویل ۱۴۶٫۰ متر بالاتر از سطح دریا واقع شده‌است.